# Saccoglossus bromophenolosus
Saccoglossus bromophenolosus är en djurart som tillhör fylumet svalgsträngsdjur, och som beskrevs av King, Giray och Irv Kornfield 1994. Saccoglossus bromophenolosus ingår i släktet Saccoglossus och familjen Harrimaniidae. Inga underarter finns listade i Catalogue of Life.